# Dieter Erdmann
Dieter Erdmann (11 de abril de 1920 - 21 de dezembro de 1996) foi um comandante de U-Boot que serviu na Kriegsmarine durante a Segunda Guerra Mundial.